# Vrije Evangelische kerk (Leeuwarden)
De Vrije Evangelische kerk is een kerkgebouw in de Nederlandse stad Leeuwarden in de provincie Friesland.
De Vrije Evangelische Gemeente in Leeuwarden werd in 1858 gesticht door predikant Jan de Liefde. De eerste jaren vonden de kerkdiensten plaats op de zolder van een aardappelpakhuis, dat als kerkzaal werd ingericht. Het kerkgebouw aan het Molenpad werd in 1915 gebouwd naar ontwerp van Hero Feddema. Naar plannen van zijn zoon A.J. Feddema werd in 1930 aan de noordmuur een orgelgalerij aangebracht en werd in 1933 de kerkzaal uitgebreid. Op de gebrandschilderde ramen staan de jaartallen 1858 en 1933. 
Het orgel uit 1904 werd gemaakt door D.G. Steenkuyl en werd van de (Oude) Weteringkerk aan de Derde Weteringsdwarsstraat te Amsterdam in 1969 overgeplaatst door Bakker & Timmenga.
Het kerkgebouw werd in 1951 uitgebreid met een verenigingsgebouw aan het Zuidvliet naar ontwerp van de Leeuwarder architect Van Asperen. In 1984 kwam er aan de westzijde van de kerkzaal een liturgisch centrum.

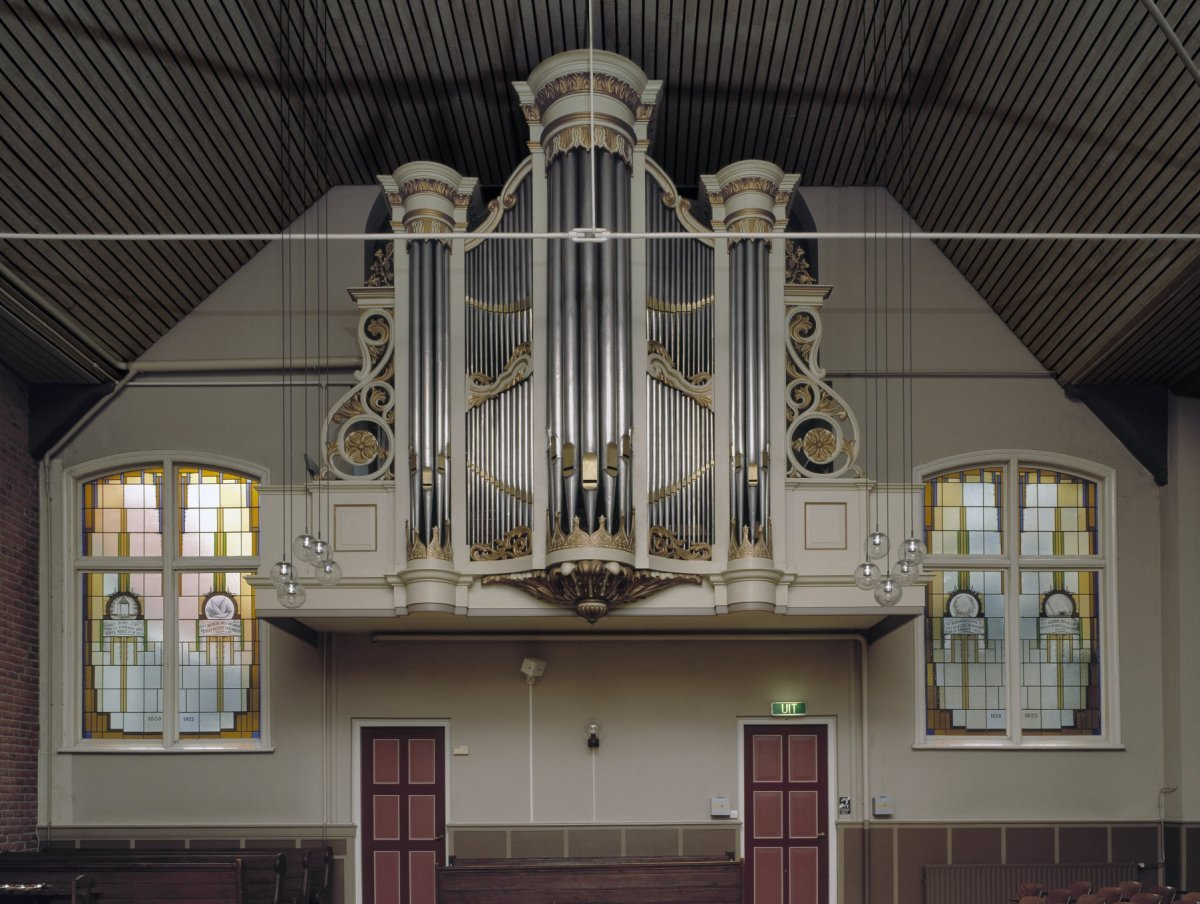
Interieur met orgel (2000)